# Pokayaniye
Pokayaniye é um filme de drama soviético de 1987 dirigido e escrito por Tengiz Abuladze. Foi selecionado como representante da União Soviética à edição do Oscar 1988, organizada pela Academia de Artes e Ciências Cinematográficas.

## Elenco
- Avtandil Makharadze - Varlam Aravidze/Abel Aravidze
- Dato Kemkhadze - jovem Abel Aravidze
- Ia Ninidze - Guliko, Abel's wife
- Zeinab Botsvadze - Ketevan Barateli
- Ketevan Abuladze - Nino Barateli
- Edisher Giorgobiani - Sandro Barateli
- Kakhi Kavsadze - Mikheil Koresheli
- Merab Ninidze - Tornike
- Nino Zaqariadze - Elene Korisheli
- Nano Ochigava - Ketevan (criança)
- Boris Tsipuria
- Akaki Khidasheli
- Leo Antadze - Levan Antadze
- Rezo Esadze
- Mzia Makhviladze - M. Makhazadze
- Amiran Amiranashvili